# Chalkidike (halvö)
Chalkidike eller Halkidiki (grekiska: Χαλκιδική) är en halvö i Grekland. Den sticker ut i nordvästra delen av Egeiska havet och separerar Thermaikosbukten i väster från Thrakiska sjön i öster. Halvön har formen av en hand med tre fingrar, som utgör halvöarna Kassandra, Sithonia och Athos (under antiken kända som Pallene, Sithonia och Akte). Klostren på Athos ligger på det östligaste "fingret".

## Historia
I forntiden utgjorde Chalkidike en del av Thrakien innan det erövrades av Makedonien. Den första omgången av grekiska kolonisatörer kom omkring 700 f.Kr. från städerna Chalkis (i ett område som även det en gång kallades för Chalkidike[källa behövs]) och Eretria på ön Euboia. Dessa kolonisatörer grundade städer som Mende, Toroni och Skioni. En andra våg av kolonisatörer kom från ön Andros omkring 500 f.Kr.
Aristoteles föddes i staden Stageira.
Gregorios av Sinai (d 1346), en teolog förknippad med den hensykastiska rörelsen under den senbysantiska perioden, var eremit på berget Athos, munkrepubliken som fortfarande existerar på halvön Chalkidike och som är nästan oförändrad sedan bysantinsk tid.

## Administrativ tillhörighet
Halvön ligger i den grekiska regionen Mellersta Makedonien. Större delen av halvön utgör regiondelen Chalkidike, medan den norra delen tillhör regiondelen Nomós Thessaloníkis.